# Déesse
Pour les articles homonymes, voir Déesse (homonymie).
 (juillet 2024).

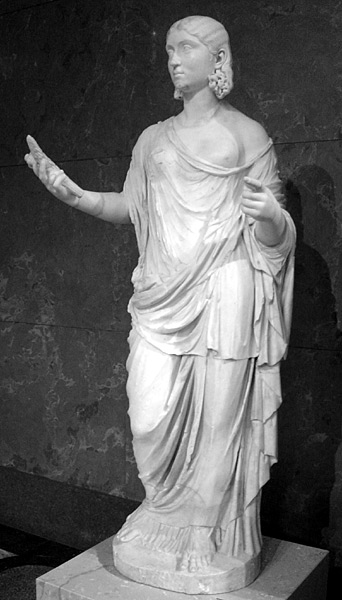
Statue de Cérès, déesse romaine de l'agriculture.

Une déesse est une divinité féminine. Les déesses ont été liées à des vertus telles que la beauté, l'amour, la maternité et la fertilité (culte de la déesse-mère dans les temps préhistoriques). Elles ont également été associées à des idées telles que la guerre, la création et la mort.
Dans certaines religions, une figure féminine sacrée occupe une place centrale dans la prière et le culte religieux. Le shaktisme, le culte de la force féminine qui anime le monde, est par exemple l'une des trois principales sectes de l'hindouisme.
Les religions polythéistes honorent les déesses multiples et les dieux, et les considèrent généralement comme des êtres distincts et séparés. Ces divinités peuvent faire partie d'un Panthéon ou être tutélaires de différentes régions.
Dans certains cas, la déesse se confond avec le sexe masculin qui constitue l'un des aspects d'une divinité hermaphrodite.

## Les déesses de différentes cultures et religions

### Égypte
- Bastet
- Hathor
- Isis
- Nephtys
- Mout
- Nout
- Neith
- Sekhmet
- Taouret
- Wadjet

### Grèce
- Aphrodite
- Ariane
- Artémis
- Athéna
- Charites
- Déméter
- Dicé
- Dryades
- Ényo
- Éos
- Érinyes
- Éris
- Eurydice
- Eurynomé
- Hébé
- Hécate
- Héméra
- Héra
- Ino
- Io
- Iris
- Léto
- Mnémosyne
- Moires
- Muses
- Niké
- Nymphes
- Séléné
- Téthys

### Rome antique
- Aurore
- Cérès
- Diane
- Grâces
- Junon
- Minerve
- Parques
- Vénus
- Victoire

### Mésopotamie
- Ishtar
- Lilith
- Ningal
- Ninhursag
- Tiamat

### Hindouisme
Kali
- Devî
- Durga
- Lakshmi
- Parvati
- Prasuti
- Sarasvati
- Sati
- Shakti

### Taoïsme
- Chang'e
- Mazu
- Nuwa
- Xiwangmu
- Xuan Nu

### Bouddhisme
- Guanyin ou Kuan Yin (观音, « Celle qui voit les sons du monde »), divinité féminine ou déesse de la compassion dans le bouddhisme, transformation chinoise de la divinité indienne de la compassion Avalokiteśvara, fusionnée avec des divinités féminines locales et principalement associée à la légendaire princesse Miàoshàn (妙善).
- Kannon Bosatsu : « Celle qui voit les sons du monde », divinité féminine ou déesse de la compassion dans le bouddhisme japonais, apportée au VIe siècle par des dévots chinois et coréens, transformation de la divinité indienne Avalokiteśvara.

### Shintoïsme(ou, en japonais,shintō(神道?))
- Amaterasu Omikami (天照皇大神?, « La Grande Déesse impériale du Soleil brilliant ») : associée à la force maternelle de la création[1].
- Izanami

### Religion celtique
- Brigit
- Cliodhna
- Dea Matrona
- Épona
- Morrígan
- Sequana

### Religion germanique
Contenu dans la mythologie germanique nombreuses divinités et femmes géantes.
- Freyja
- Frigg
- Fulla
- Gná
- Gullveig
- Hel
- Hlin
- Iðunn
- Nana
- Nerthus
- Nornes
- Nott
- Skade
- Sol

### Gnosticisme
- Sophia

### Wicca
- Déesse triple